# Ashtabula (Ohio)
Ashtabula is een plaats (city) in de Amerikaanse staat Ohio, en valt bestuurlijk gezien onder Ashtabula County.

## Geschiedenis
Op 29 december 1876 vond de grootste treinramp in de Amerikaanse geschiedenis tot dan toe plaats bij Ashtabula toen een spoorbrug over de Ashtabula-rivier instortte toen er een trein overheen reed. Daarbij vielen 92 doden.

## Demografie
Bij de volkstelling in 2000 werd het aantal inwoners vastgesteld op 20.962.
In 2006 is het aantal inwoners door het United States Census Bureau geschat op 20.177, een daling van 785 (-3,7%).

## Geografie
Volgens het United States Census Bureau beslaat de plaats een oppervlakte van
20,0 km², waarvan 19,6 km² land en 0,4 km² water.

## Partnersteden
- Bardejov (Slowakije)

## Plaatsen in de nabije omgeving
De onderstaande figuur toont nabijgelegen plaatsen in een straal van 16 km rond Ashtabula.

## Geboren in Ashtabula
- Charles E. Burchfield (1893-1967), kunstschilder
- Danielle Nicolet (1973), (stem)actrice